# Іванопіль (Коростенський район)
Івано́піль — село в Україні, в Ушомирській сільській територіальній громаді Коростенського району Житомирської області. Населення становить 102 особи (2001).

## Населення

### Мова
Розподіл населення за рідною мовою за даними перепису 2001 року:
| Мова       | Кількість | Відсоток |
| ---------- | --------- | -------- |
| українська | 102       | 100 %    |

## Історія
У 1906 році — село Ушомирської волості Житомирського повіту Волинської губернії. Відстань від повітового міста 85 верст, від волості 27. Дворів 52, мешканців 308.
Колишня назва — Янушпіль. У 1923 році входило до складу Бондарівської сільської ради.
До 28 липня 2016 року входило до складу Бондарівської сільської ради Коростенського району Житомирської області.

## Відомі люди
- Іваненко Олександр Олександрович — солдат 30-ї бригади, учасник російсько-української війни, помер у вересні 2015 року від поранень. Його честі в грудні 2015-го у сусідньому селі Бондарівка відкрито пам'ятну дошку[5].